# Бронзино, Мартина
Марти́на Бронзи́но (итал. Martina Bronsino; род. 7 ноября 1996) — итальянская кёрлингистка.

## Достижения
- Чемпионат Италии по кёрлингу среди женщин: золото (2014), серебро (2015).
- Первенство Европы по кёрлингу среди юниоров: золото (2014).
- Чемпионат Италии по кёрлингу среди смешанных команд: золото (2017).

## Команды
| Сезон                                          | Четвёртый         | Третий           | Второй           | Первый           | Запасной                                        | Турниры                                  |
| ---------------------------------------------- | ----------------- | ---------------- | ---------------- | ---------------- | ----------------------------------------------- | ---------------------------------------- |
| 2013—14                                        | Вероника Дзаппоне | Сара Леветти     | Элиза Патоно     | Арианна Лозано   | Мартина Бронзино тренер: Lucilla Macchiati      | ЧЕ 2013 (10 место)                       |
| 2013—14                                        | Вероника Дзаппоне | Элиза Патоно     | Мартина Бронзино | Арианна Лозано   | Анджела Ромеи тренер: Lucilla Macchiati         | ПЕЮ 2014 · ЧМЮ 2014 (9 место) · ЧИЖ 2014 |
| 2014—15                                        | Вероника Дзаппоне | Элиза Патоно     | Мартина Бронзино | Арианна Лозано   | Анджела Ромеи тренер: Lucilla Macchiati         | ЧЕ 2014 (13 место) · ЧИЖ 2015            |
| 2014—15                                        | Элиза Патоно      | Мартина Бронзино | Анджела Ромеи    | Арианна Лозано   | Emanuela Cavallo тренер: Lucilla Macchiati      | ПЕЮ 2015 (4 место)                       |
| 2015—16                                        | Анджела Ромеи     | Barbara Gentile  | Alice Gaudenzi   | Мартина Бронзино | Элиза Шарлотта Патоно тренер: Lucilla Macchiati | ЧМЮ-Б 2016 (9 место)                     |
| Кёрлинг среди смешанных команд (mixed curling) |                   |                  |                  |                  |                                                 |                                          |
| 2016—17                                        | Алессио Гонин     | Emanuela Cavallo | Fabio Cavallo    | Мартина Бронзино | Lucilla Macchiati тренер: Lucilla Macchiati     | ЧИСК 2017                                |

(скипы выделены полужирным шрифтом)